# Sigurd Berg
Sigurd Berg, född 3 juli 1868 och död 11 juli 1921, var en dansk politiker och minister. Son till Christen Berg.
Berg ägnade främst sina krafter åt de av fadern grundade vänstertidningarna. 1901-10 var han medlem av Folketinget, 1905-08 inrikesminister under Jens Christian Christensen. Albertikatastrofen drabbade Berg särskilt hårt, han anklagades inför riksrätten och ådömdes böter för sin slapphänthet gentemot Alberti. Genom sitt inflytande över partipressen var Berg dock fortsatt en mäktig man inom dansk vänsterpolitik. 1918 blev Berg åter medlem av Folketinget och 1920 inrikesminister.

## Utmärkelser
- Dannebrogsmännens hederstecken,  1907[1]
- Kommendör av första graden av Dannebrogorden,  1920[1]

[Redigera Wikidata]